# 照会
照会 (しょうかい) または捜査関係事項照会（そうさかんけいじこうしょうかい）とは、刑事訴訟法第197条第2項を法的根拠として警察が捜査のために行う情報収集のことである。
令状をとらずに行うことが可能な、捜査のグレーゾーンとして多用されている。

## 概要
照会は、裁判所によって発される令状（捜索差押許可状、逮捕状など）と異なり、裁判所の判断無しに行われ、捜査機関が任意での情報提供を求めるものである。照会が乱用された場合、令状主義を潜脱するという指摘もある。
一般的に照会は、専用の様式「捜査関係事項照会書」によって行われる。

## 法的根拠
刑事訴訟法第197条は、任意捜査の原則 (第1項) と 捜査における照会 (第2項) その他を定めている。
第百九十七条　捜査については、その目的を達するため必要な取調をすることができる。但し、強制の処分は、この法律に特別の定のある場合でなければ、これをすることができない
2 捜査については、公務所又は公私の団体に照会して必要な事項の報告を求めることができる。
3 検察官、検察事務官又は司法警察員は、差押え又は記録命令付差押えをするため必要があるときは、電気通信を行うための設備を他人の通信の用に供する事業を営む者又は自己の業務のために不特定若しくは多数の者の通信を媒介することのできる電気通信を行うための設備を設置している者に対し、その業務上記録している電気通信の送信元、送信先、通信日時その他の通信履歴の電磁的記録のうち必要なものを特定し、三十日を超えない期間を定めて、これを消去しないよう、書面で求めることができる。この場合において、当該電磁的記録について差押え又は記録命令付差押えをする必要がないと認めるに至つたときは、当該求めを取り消さなければならない。
4　前項の規定により消去しないよう求める期間については、特に必要があるときは、三十日を超えない範囲内で延長することができる。ただし、消去しないよう求める期間は、通じて六十日を超えることができない。
5　第二項又は第三項の規定による求めを行う場合において、必要があるときは、みだりにこれらに関する事項を漏らさないよう求めることができる。
警察が行う「照会」は、上記第2項を法的根拠にしている。「照会」は手続きに時間がかかる令状を必要としない点が重要である。

## 運用
警察は、「捜査関係事項照会書」というA4判の文書 (様式48号 (刑訴第197条) ) を使って関係先に照会している。冒頭には「捜査のために必要があるので、下記事項につき至急回答願いたく、刑事訴訟法197条第2項によって照会します。」との文言があり、照会者の名義は警察署長となっている。
警察庁は「照会」の運用に関して、「捜査関係事項照会書の適正な運用について」という通達（警察庁丁刑企発第49号、丁生企発第197号、丁組企発第93号、丁交企発第99号、丁備企発第106号、丁外事発第101号、平成11年12月7日付）を警察庁各局局長名義で出している。この通達 (1999年12月7日通達) では、
本照会は、公務所等に報告義務を負わせるものであることから、当該公務所等は報告することが国の重大な利益を害する場合を除いては、当該照会に対する回答を拒否できないと解される。また、同項に基づく報告については、国家公務員法等の守秘義務規定には抵触しないと解されている。
と書かれている が、後述のようにこれらの解釈に法的な根拠はない。また捜査機関の照会に際して、本人の同意を得る必要はない、と解されている。
照会された側には報告の義務があるというのが通説である。しかし、通説であるにもかかわらず、その法的根拠は不明なまま というおかしな状況が続いている。刑事訴訟法279条と同様に解釈しているからだろうとの推測もある。　
報告を強制する手段はないので、報告しないからと言って罰せられることはない。一方で、照会に回答することが不法行為 (違法行為) となるケースもある。
罰則はないが照会があれば、行政や企業は安易に回答しているのが実態である。理由は、顧客のクレームは怖くないが、警察に目をつけられるのが怖いからである。

## 照会によって入手されている個人情報
警察が照会によって入手している情報は多岐にわたり、コンビニエンスストアの防犯カメラの映像、携帯電話の加入状況・通信記録、銀行口座、クレジット・カードの利用状況、戸籍謄本、学校の成績など様々な個人情報が入手可能である。防犯カメラの映像の入手は、裁判所発行の捜索・差押許可状をとらずに、捜査関係事項照会書によって入手する場合が多い。
図書館の自由に関する宣言では令状無しで図書館利用者の情報提供を禁じているが、日本図書館協会では緊急性などを考慮し「図書館側での判断」としており、実際に捜査関係事項照会書による情報提供が多数行われている。

## 照会件数
刑事訴訟法第197条第2項が定める「照会」は、令状をとらずに犯罪捜査をするための警察にとって都合のよい手段となっており、照会件数は増加傾向にある。全国での具体的な総件数は不明だが、平成20年版の警察白書に若干の記述があり、それによると、ある都道府県警本部のある課での照会書の発出件数だけでその概数が2万9千9百件にも及んでいるので、全国での発出件数は極めて膨大な量になっているものと推定される。
2011年に日本図書館協会が行ったアンケートによると、全国の図書館で照会件数は192館あり、そのうち113館が情報を提供したと回答があった

## 照会の不正使用
刑事訴訟法第197条が定めるように、「照会」は捜査のために行う司法警察作用である。しかし、実際には照会によって警察が得た個人情報が、捜査以外の単なる情報収集に使われたり、警察官の個人的な目的に利用された例が数多く存在する。例えば、次のような事例がある。
- 秋田県警秋田臨港署地域課の男性警部補による、捜査とは無関係な照会 (2010年7月16日付毎日新聞)

自分の妻から、ストーカーまがいのメールが送信されてきた、と相談されたため、同警部補は偽りの「捜査関係事項照会書」4通を作成、それらを携帯電話会社に送付し、メール送信者の住所と氏名を不正に入手した。
- 警視庁渋谷警察署の組織犯罪対策課所属の男性警部補による、不正な照会 (2013年11月27日付NHKによる報道)

同警部補が以前に交際していた女性が当時付き合っていた男性について、2012年12月から翌年3月までの間に、署長名による「捜査関係事項照会書」を作成し、自治体や携帯電話会社に送付、同男性の勤務先や住所などの個人情報を不正に入手していた。